# Palmitat d'ascorbil
El palmitat ascorbil amb la fórmula química: C22H38O₇ és un èster format per l'àcid ascòrbic (vitamina C) i l'àcid palmític que donen una forma liposoluble de vitamina C. A més de com una forma oral d'administrat vitamina C,es fa servir en la indústria alimentària com un antioxidant de Codi E E 304. No és correcte considerar-lo com un antioxidant d'origen natural.

## Propietats
És una pols blanca groguenca. És poc soluble en aigua, i ho és més en etanol i en els lípids. Acostuma a ser estable en l'aire si les condicions d'emmagatzematge són seques.
Administrat de forma oral és menys efectiu del que podria ser perquè es degrada en el procés digestiu a àcid ascòrbic i àcid palmític (un greix saturat) abans de ser absorbit pel torrent sanguini.

## Usos
L'àcid ascòrbic i les seves sals són pràcticament insolubles en lípids (greixos), per això es fa servir en la indústria alimentària com antioxidant i conservant d'aliments greixosos, per tal d'evitar que se enrancïin. Per exemple és un ingredient d'algunes galetes dites dietètiques. Es fa servir també com a agent solubilitzant (generalment un monoglicèrid) per millorar-ne la seva aplicació. També es fa servir en la indústria de la cosmètica.